# Catherine Willows
Catherine Willows (née Flynn) est un personnage fictif incarné par l'actrice Marg Helgenberger dans la série télévisée américaine Les Experts (CSI: Crime Scene Investigation en anglais).
Spécialiste de l'analyse des taches de sang, c'est la collaboratrice la plus expérimentée de Grissom.

## Biographie
Elle a dû travailler comme strip-teaseuse pour payer ses études en médecine légale. Elle a une fille, Lindsey, qu'elle élève aidée de sa mère. Sa relation avec son ex-mari était assez houleuse, jusqu'au meurtre de celui-ci. Pendant une « visite » au laboratoire, son ex-mari, qui sera assassiné dans la saison 3, s'en prend à elle et laisse échapper qu'il « payait pour sa poudre », ce qui laisse croire qu'à l'époque où elle s'exhibait comme strip-teaseuse, Catherine était toxicomane. Elle-même fille d'une danseuse de cabaret, son père est le très influent Sam Braun, propriétaire de plusieurs casinos de Las Vegas et meurtrier non-condamné par la justice qui est assassiné dans la saison 7. Catherine a une fois laissé au laboratoire un pot contenant un liquide vert inconnu sous la hotte en oubliant d'éteindre celle-ci ; ce qui a causé l'explosion du laboratoire, qui aurait bien pu être fatale pour Greg puisque celui-ci s'y trouvait et qu'il fût sérieusement blessé. Cela lui a valu une suspension. Elle a avoué, dans la saison 6, que Warrick était l'un de ses fantasmes, et que le mariage de ce dernier la rendait un peu triste.
Lors de l’épisode 12, saison 12 (Willows in the Wind) , on nous fait croire que Catherine Willows décide de quitter le CSI. Alors qu’elle est déstabilisée par l’assassinat de son amie Laura (en fait c’est le corps carbonisé d’une autre femme qu’elle a vue), elle est attaquée chez elle par une équipe de tueurs équipés de pistolets mitrailleurs  “Zipper” FN P90 de calibre 5,7x28 mm  . Elle réussit à riposter avec son arme de service et à s’échapper. Blessée au ventre, elle est recueillie par Russel, qui l’enlève dans son véhicule 4x4 sous les balles des tueurs. Se rendant compte que toutes leurs communications téléphoniques avec l’équipe sont écoutées par les tueurs, ils décident de faire « silence radio » et de disparaître momentanément. Catherine renoue alors avec son passé : elle se réfugie chez une de ses amies d’autrefois et le Dr Al Robbins peut venir l’examiner et la panser. Elle va ensuite se cacher dans un bar où elle a fait dans sa jeunesse du pole-dancing sous le surnom de Goldylocks (Boucles d’Or) . Et Russel décide de prendre les tueurs à contre-pied en répandant une fausse nouvelle : Willows a été tuée.

## Famille
Catherine a une fille, Lindsey Willows, qui apparait de temps en temps dans les épisodes. Le père de Lindsey et l'ex-mari de Catherine, Eddie Willows, apparait aussi dans l'histoire avant d'être assassiné. Catherine découvre aussi que son père absent était, en fait, son vieil ami de famille et grand dirigeant de casinos, Sam Braun. Après être revenu en de bons termes avec son nouveau père, Sam a été tragiquement assassiné. Les membres connus de la famille de Catherine sont :
- Lindsey Willows, sa fille
- Lilly Flynn, sa mère
- Sam Braun, son père, décédé dans l'épisode Le spectacle est terminé (Built to Kill, Part 2 (en), Saison 7)
- Eddie Willows, ex-mari, décédé dans l'épisode Dangereuses liaisons (Lady Heather's Box (en), Saison 3)